# Десять тысяч франков «Бонапарт»
10 000 франков Бонапарт (фр. Le 10 000 francs Bonaparte) — французская банкнота, разработанная в 1955 году и выпущенная в обращение Банком Франции 11 декабря 1956 года. Заменила в обращении банкноту в 10 000 франков Французский гений и была впоследствии заменена банкнотой 100 новых франков Бонапарт.

## История

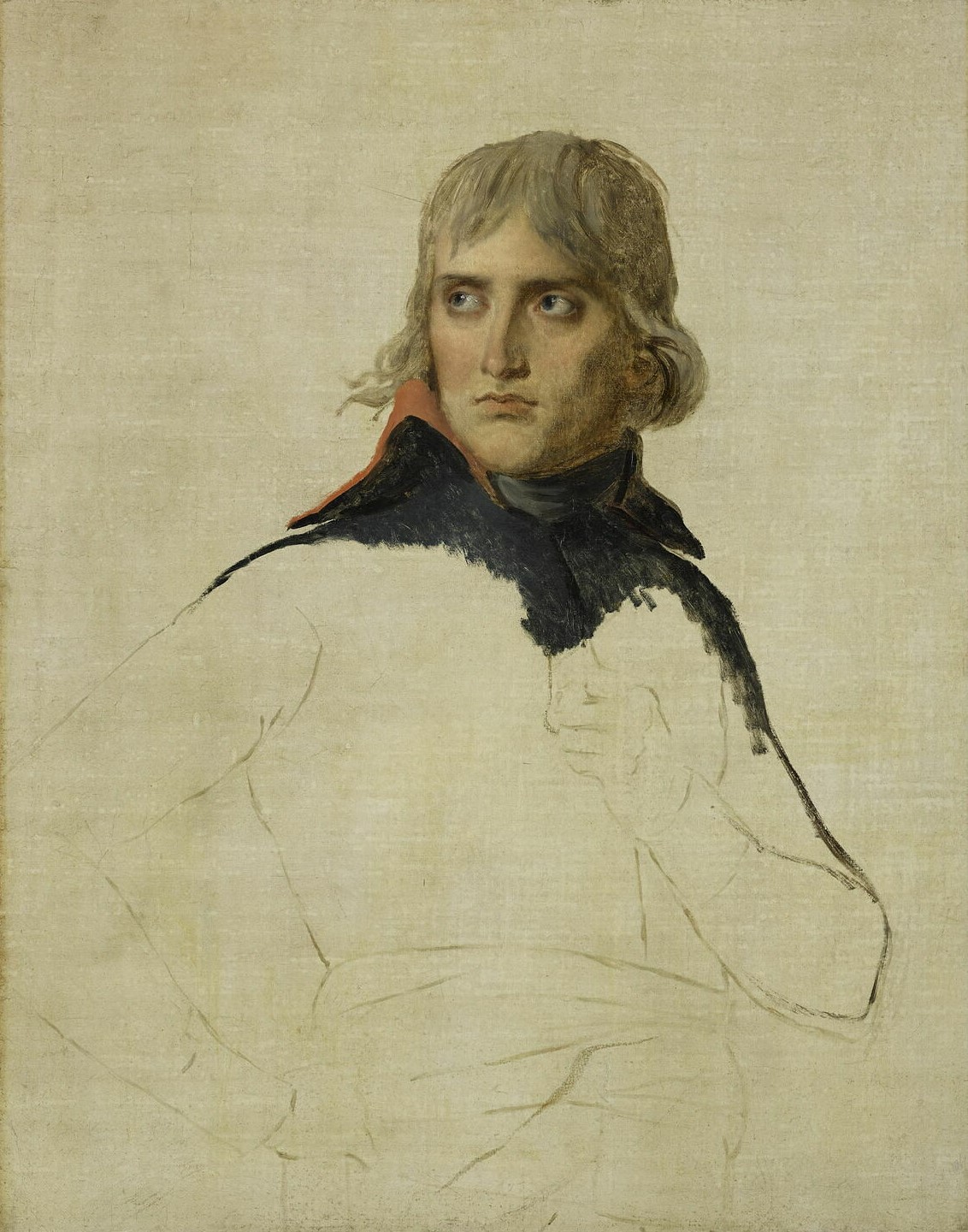
Неоконченный портрет Наполеона Жака-Луи Давида, использованный при создании банкноты

Многоцветная банкнота входит в серию «Знаменитые люди Франции», в которую входят также банкноты с изображениями Гюго, Ришельё и Генриха IV.
Для новой купюры был выбран портрет Наполеона I, основавшего Банк Франции в 1800 году. Клеман Серво в качестве модели использовал неоконченный портрет Наполеона, выполненный в 1798 году Жаком-Луи Давидом. Банкнота печаталась с 1955 по 1958 год, выпущена в обращение 11 декабря 1956 года, изымалась из обращения с 4 января 1960 года и утратила силу законного платёжного средства 1 апреля 1968 года.
25 сентября 1957 года художник Жан Лефевр получил заказ на подготовку проекта новой купюры, на этот раз с портретом Вольтера, которая была утверждена в 1963 году как банкнота Десять франков Вольтер.

## Описание
Купюру разработали: художник Клеман Серво, гравёры Андре Марлиа и Жюль Пьель.
Лицевая сторона: справа — Бонапарт в генеральской форме, слева — Триумфальная арка.
Оборотная сторона: слева — Бонапарт на фоне знамён Великой армии, справа — собор Дома инвалидов.
Водяной знак — портрет Бонапарта в профиль.
Размеры: 172 × 92 мм.
Подписи на банкнотах: с датами 1.12.1955—6.12.1956 — J. Belin, G. Gouin d’Ambrieres, P. Gargam, с датами 4.4.1957—30.10.1958 — G. Gouin d’Ambrieres, R. Favre-Gilly, P. Gargam.

## Надпечатки
30 октября 1958 года в связи с готовящейся денежной реформой Банк Франции принял решение о нанесении надпечаток красного цвета «100 новых франков» на лицевой стороне купюры. Купюры с надпечаткой были выпущены в обращение 1 июля 1959 года, изымались из обращения с 4 января 1960 года и утратили силу законного платёжного средства 1 апреля 1968 года.